# Артек (городище)
Артек — условное название крупного археологического памятника, часть археологического комплекса Аю-Даг расположенного на юго-западном склоне Аю-Дага, в урочище Артек (большая часть памятника сейчас — территория лагеря Артек). Решениями Крымского облисполкома № 595 от 5 сентября 1969 года и № 16 (учётный № 184) от 15 января 1980 года «монастырь на горе Аю-Даг: комплекс средневековых церквей» VIII—XV века, в том числе и поселение на юго-западном склоне, объявлены историческим памятником регионального значения.

## Описание
Поселение на юго-западном склоне Аю-Дага, открыто летом 1963 года, в том же году исследовалось О. И. Домбровским (шурфовка, разведывательные раскопки, топосъемка видимых остатков сооружений). Располагалось на морском берегу, на востоке упиралось в обрывы Аю-Дага, с северо-запада было защищено стеной шириной 2,8 м. По оценкам Домбровского селение — одно из крупнейших в Крыму (возможно, до сотни жилых домов); при разведках выявлены очертания улиц, ограды домов (из местного бута на глине или грязевом растворе), обнаружены две кузни, где изготовлялись железные якоря и металлические детали корабельной оснастки. По более современным данным — более 50 зданий разной величины (до 27 м² площади), некоторые, исходя из толщины стен (90-105 см), могли быть двухэтажными, застройка нерегуляная, что объясняется сложностью рельефа, причём окраинные жилища, видимо, бедноты, маленькие и примитивные, теснились на скалистых кручах. В культурном слое преобладает импортная малоазийская керамика, в том числе в изобилии амфоры, служившие в то время основным видом торговой тары. Попадалось множество грузил для рыболовных сетей, в отходах большое количество рыбьих костей, раковин мидий и устриц и полное отсутствие костей домашних животных — поселение жило морским промыслом и торговлей (найденная золотая монета византийских императоров Василия I и Константина (869—879 годы) может свидетельствовать об оптовом характере этой торговли). По имеющимся находкам возникновение селения датируют VIII веком, погибло в XV веке (судя по застрявшим между камнями оборонительной стены железным наконечникам стрел — при турецком нашествии 1475 года). Уже после гибели поселение было завалено оползнем.